# 西平镇 (三台县)
西平镇，是中华人民共和国四川省绵阳市三台县下辖的一个乡镇级行政单位。2019年12月，撤销跃进镇和上新乡，将其所属行政区域划归西平镇管辖，西平镇人民政府驻广东街45号。

## 行政区划
西平镇下辖以下地区：
东街社区、南街社区、西胜街社区、兴盛街社区、西蜀大道北段社区、建设街西段社区、联盟村、力盟村、柑子园村、踏水桥村、金星村、古房沟村、核桃沟村、上河村、西江村、活力村、方子堰村、柏树湾村、白果沟村、青云观村、白雀寺村、桂花湾村、石堰村、福禄村、红梁村、花坟村、火花村、斗石村、南桠村、金桥村、干坝村、竹林村、金银村、五里村、天岭村、狮王村、菊家村、新庙村、三圣村、白坟村、川洞村和升子沟村。